# رونالدو (بازیکن فوتبال)
رونالدو رودریگز دی جسوس (به پرتغالی: Ronaldo Rodrigues de Jesus) مدافع اهل برزیل است که در شهر سائوپائولو و در تاریخ ۱۹ ژوئن ۱۹۶۵ به دنیا آمده‌است.
رونالدو رودریگز دی جسوس در تیم‌های فوتبال سائوپائولو ،شیمیزو اس-پالس،فلامینگو،سانتوس، کوریتیبا و Ponte Preta سابقهٔ حضور دارد. این بازیکن همچنین در سال، 1991 – 1995 برای، تیم ملی فوتبال برزیل به میدان رفته‌است 